# Cechenotettix tusalina
Cechenotettix tusalina är en insekt som beskrevs av Silke Meyer-Arndt och Reinhard Remane utifrån ett specimen funnet i Tunisien. Arten ingår i släktet Cechenotettix och familjen dvärgstritar. Inga underarter finns listade i Catalogue of Life.